# Burnet
Burnet és una ciutat, seu del Comtat de Burnet, a l'estat de Texas. Segons el cens del 2000 tenia 4.735 habitants.

## Demografia
Segons el cens del 2000, Burnet tenia 4.735 habitants, 1.661 habitatges, i 1.114 famílies. La densitat de població era de 267,7 habitants per km².
Dels 1.661 habitatges en un 31,7% hi vivien nens de menys de 18 anys, en un 49,3% hi vivien parelles casades, en un 14,1% dones solteres, i en un 32,9% no eren unitats familiars. En el 28,8% dels habitatges hi vivien persones soles el 16,4% de les quals corresponia a persones de 65 anys o més que vivien soles. El nombre mitjà de persones vivint en cada habitatge era de 2,46 i el nombre mitjà de persones que vivien en cada família era de 3.
Per edats la població es repartia de la següent manera: un 23,9% tenia menys de 18 anys, un 9,5% entre 18 i 24, un 29,9% entre 25 i 44, un 17,8% de 45 a 60 i un 18,8% 65 anys o més.
L'edat mediana era de 37 anys. Per cada 100 dones de 18 o més anys hi havia 68,6 homes.
La renda mediana per habitatge era de 27.093$ i la renda mediana per família de 37.604$. Els homes tenien una renda mediana de 25.663$ mentre que les dones 17.163$. La renda per capita de la població era de 13.749$. Aproximadament l'11,8% de les famílies i el 14,7% de la població estaven per davall del llindar de pobresa.

## Poblacions properes
El següent diagrama mostra les poblacions més properes.